# Pałac w Wilanowie
Pałac w Wilanowie – barokowy pałac królewski znajdujący się w Warszawie, w dzielnicy Wilanów. Został wzniesiony w latach 1681–1696 dla króla Jana III Sobieskiego i Marii Kazimiery według projektu Augustyna Wincentego Locciego; skrzydła boczne dobudowano w latach 1723–1729. Siedziba Muzeum Pałacu Króla Jana III w Wilanowie oraz Muzeum Plakatu w Wilanowie.
Pałac wraz z otaczającym parkiem oraz zabudowaniami zachował niezmienioną formę architektoniczną, walory historyczne i artystyczne. W 1994 wilanowski zespół pałacowy wraz z Morysinem został uznany za pomnik historii. Jest on miejscem wydarzeń kulturalnych, koncertów i spotkań. Obok pałacu znajduje się ogród.

## Architektura i wystrój pałacu
Architektura pałacu jest oryginalna – jest to efekt połączenia sztuki europejskiej ze staropolską tradycją budowy. Zachowany został wystrój malarsko-rzeźbiarski elewacji i wnętrz pałacowych, który w nawiązaniu do symboliki antycznej głosi apoteozę rodu Sobieskich i gloryfikację sukcesów militarnych króla.
Wystrój sztukatorski i malarski pałacu jest dziełem takich twórców jak Józef Szymon Bellotti, Jerzy Siemiginowski-Eleuter, Michelangelo Palloni, Claude Callot, Jan Reisner (obraz plafonowy Jutrzenka w Gabinecie Zwierciadlanym), Johann Samuel Mock (obrazy przedstawiające Augusta II Mocnego, w Gabinecie Holenderskim). Dekoracje w tarczach elewacji wykonał Francesco Fumo. Ornamentyka regencyjna (lata 20. i 30. XVIII w.) jest dziełem Pietro Innocente Comperetiego. Autorem rzeźby gabinetowej jest pochodzący Puław, z rodziny rzeźbiarzy działających dla Lubomirskich – Eliasz Hofmann.

## Historia
Początkowo, w latach 1677–1680 była to typowa podmiejska rezydencja magnacka, w kształcie dworu polskiego z alkierzami. Projekt rozbudowy i dekoracji powierzono prawdopodobnie Tylmanowi z Gameren. Kierownictwo robót objął Augustyn Locci.
W latach 1692–1696 centralna część pałacu otrzymała drugie piętro, a wieże pałacowe zwieńczono miedzianymi hełmami. W kształcie z 1696 reprezentuje charakterystyczny typ barokowej rezydencji podmiejskiej entre cour et jardin. W latach 1720–1728 dobudowano skrzydła boczne (autor projektu: Giovanni Spazzio – główny architekt Elżbiety z Lubomirskich Sieniawskiej).
Po śmierci Sobieskiego (1696) pałac, zgodnie z układem podpisanym w 1699 przez trzech jego synów, stał się sukcesją Aleksandra i Konstantego.
W 1720 Konstanty Sobieski sprzedał pałac zaprzyjaźnionej z rodziną Elżbiecie Sieniawskiej, która w kolejnych latach go rozbudowała, m.in. dodając skrzydła boczne. Prace na jej zlecenie prowadził Józef Fontana. Po śmierci Elżbiety w 1729 r. dziedziczką została jej córka Zofia, późniejsza żona wojewody ruskiego, księcia Augusta Aleksandra Czartoryskiego. Ta oddała pałac w dożywotnią dzierżawę następcy Jana III, królowi Augustowi II Mocnemu. Kolejną dziedziczką została córka Elżbiety i Augusta Aleksandra Czartoryskich, Izabela Lubomirska, i działając szeroko na polu artystycznym wzbogaciła pałac o wiele dzieł sztuki oraz wzniosła na terenie dziedzińca nowe budowle.
W 1799 r. właścicielem został jej zięć, Stanisław Kostka Potocki. Z jego inicjatywy w 1805 w części pałacu powstało jedno z pierwszych publicznych muzeów w Polsce. Obok prezentacji bogatych zbiorów sztuk europejskiej i dalekowschodniej, część centralną pałacu poświęcono pamięci Jana III i wspaniałej przeszłości narodowej.
W 1836 na terenie przedpałacowym kolejny właściciel Aleksander Stanisław Potocki wzniósł mauzoleum upamiętniające swoich rodziców, zaprojektowane przez Henryka Marconiego.
W 1892 pałac przeszedł do rąk Ksawerego Branickiego i pozostał w rodzie do 1945 r. Ostatnim właścicielem był Adam Branicki.
14 maja 1926, w trakcie przewrotu majowego, Stanisław Wojciechowski podpisał w pałacu rezygnację ze stanowiska Prezydenta Rzeczypospolitej Polskiej.
Podczas II wojny światowej Niemcy i Węgrzy zrabowali ok. 80% wyposażenia wnętrz pałacu, zniszczono także ogród pałacowy.
Po wojnie pałac został przejęty na własność państwa. W latach 1946−1952 pełnił funkcję rezydencji premiera. Po gruntownych pracach konserwatorskich i rewaloryzacyjnych oraz po rewindykacji znacznej części zbiorów wywiezionych przez Niemców, został udostępniony publiczności w 1962 roku. W latach 1964−1981 był wykorzystywany jako oficjalna rezydencja gości zagranicznych władz politycznych i państwowych.
Od 1995 pałacem i zespołem pałacowo-parkowym zarządza Muzeum Pałacu Króla Jana III w Wilanowie (do 2013 noszące nazwę Muzeum Pałac w Wilanowie). W 2004 przeprowadzono renowację dzięki pomocy norweskiego wkładu finansowego w stowarzyszenie EEAGrants wraz z innymi polskimi zabytkami (Zamkiem w Malborku oraz krakowskimi Sukiennicami).

## Galeria

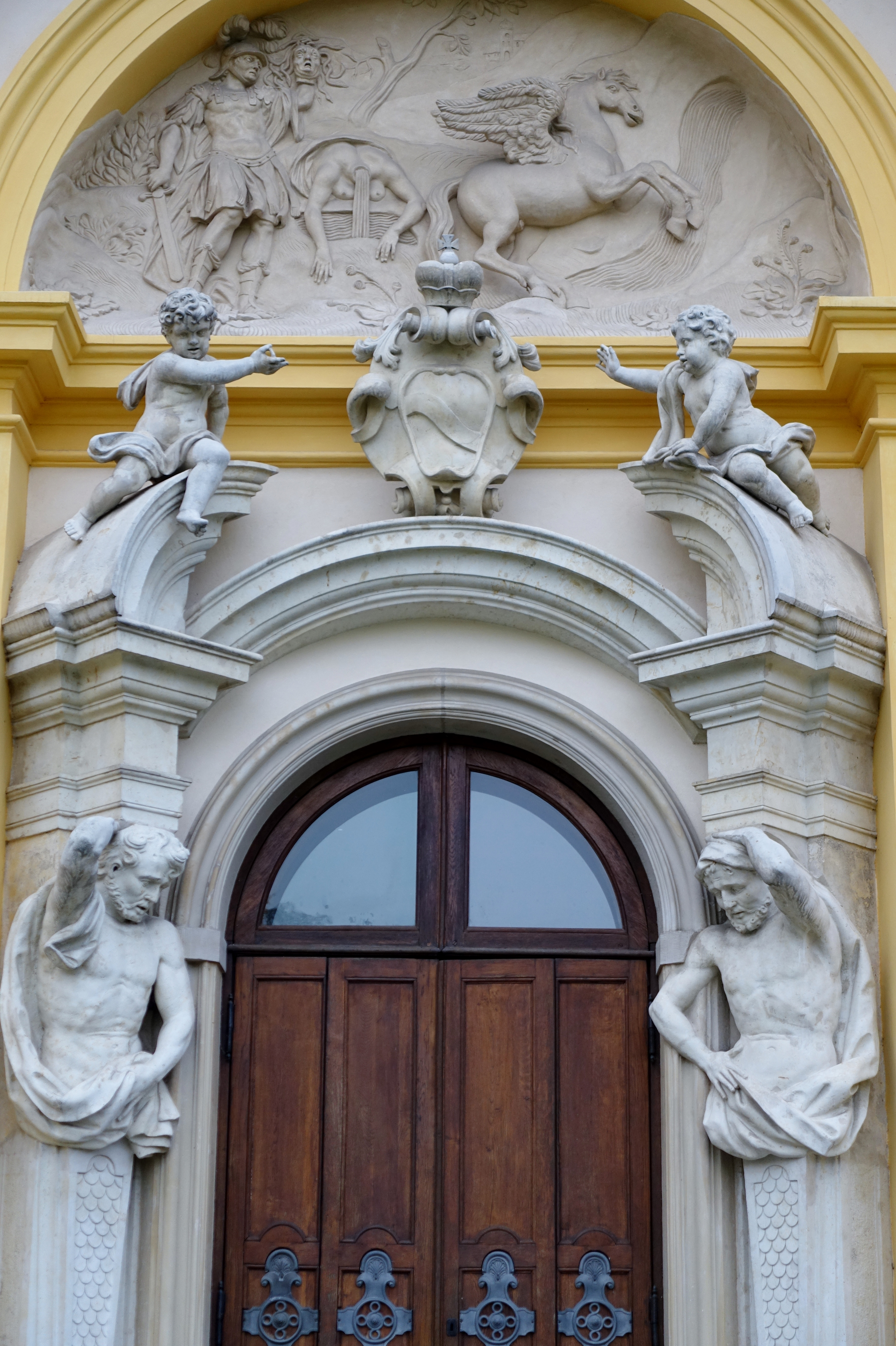
Portal z herbem Szreniawa
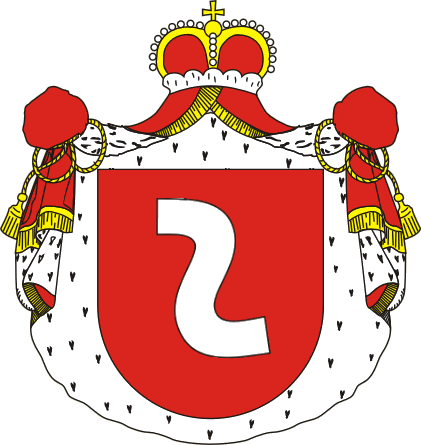
Herb Szreniawa Lubomirskich
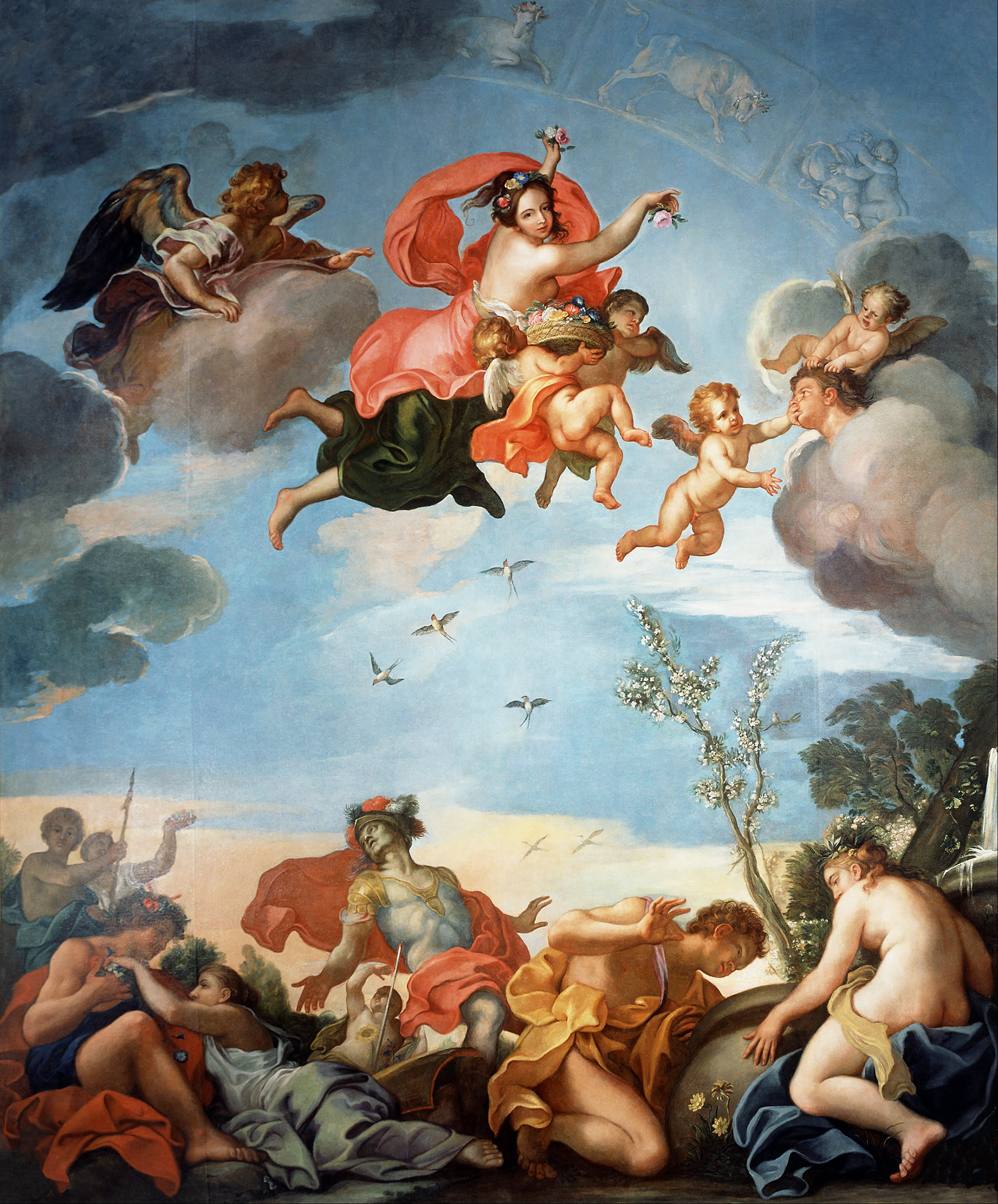
Plafon  – Alegoria wiosny
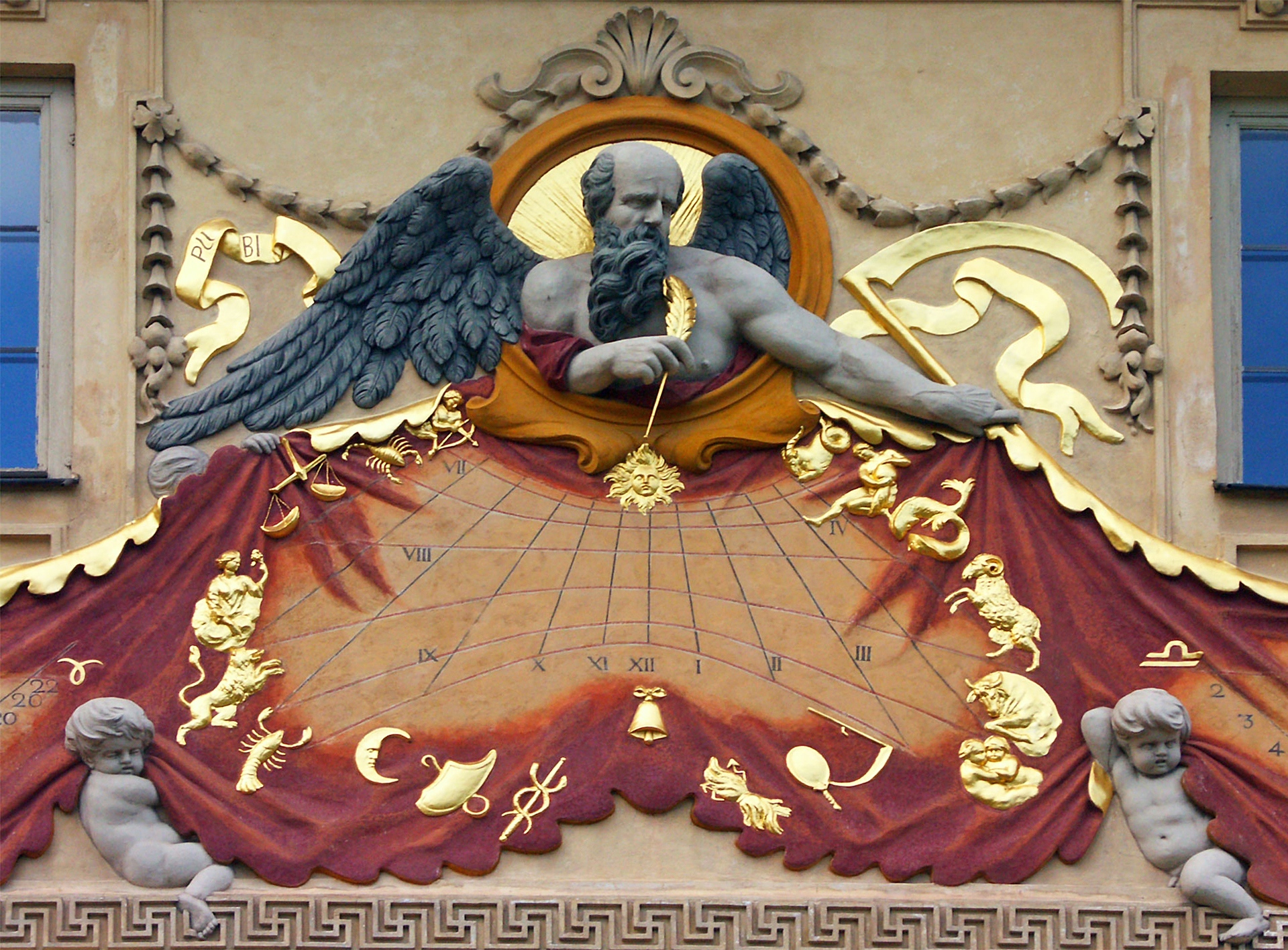
Zegar słoneczny na elewacji
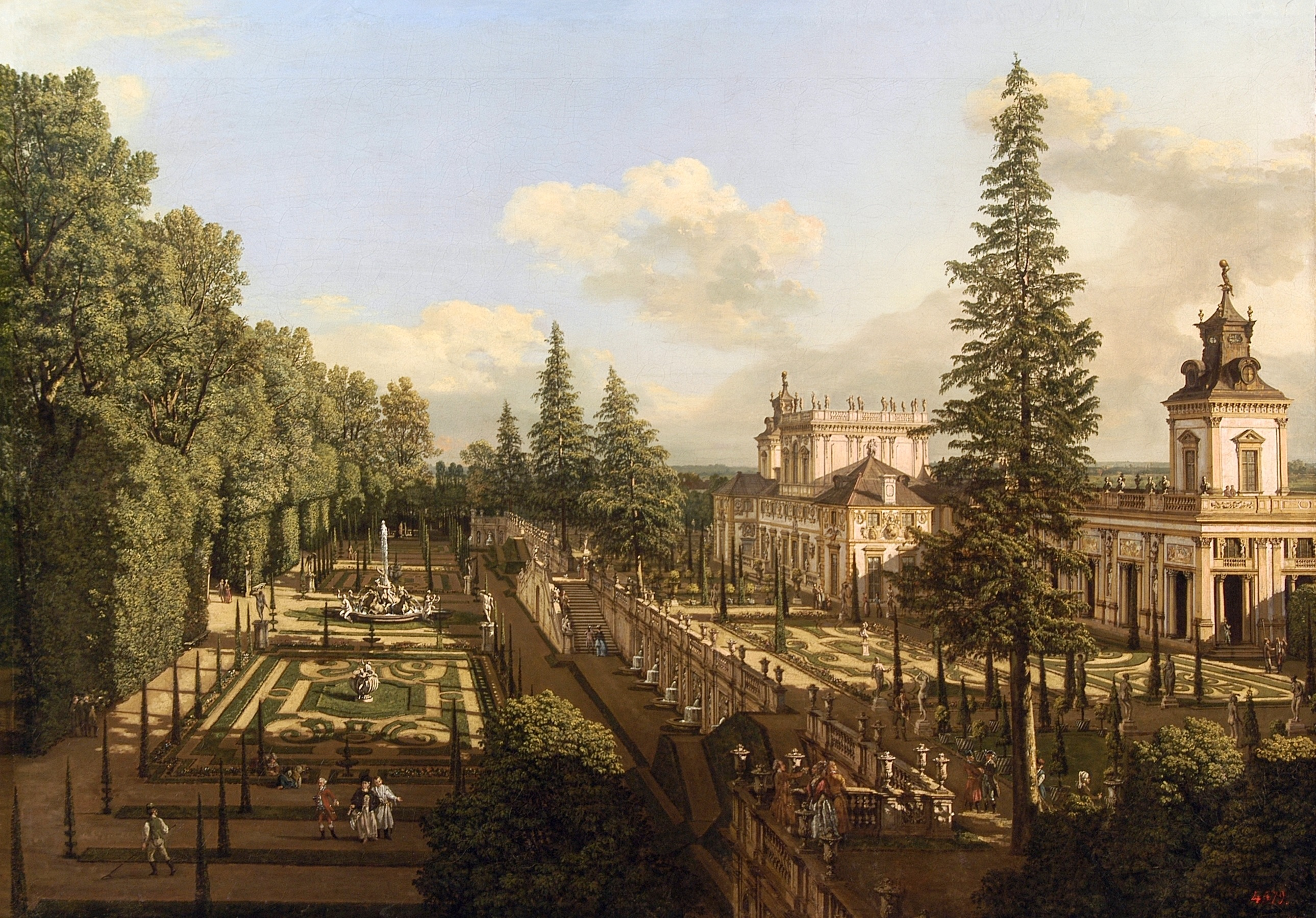
Pałac od strony północno-wschodniej na obrazie Bernarda Canaletta (ok. 1777)
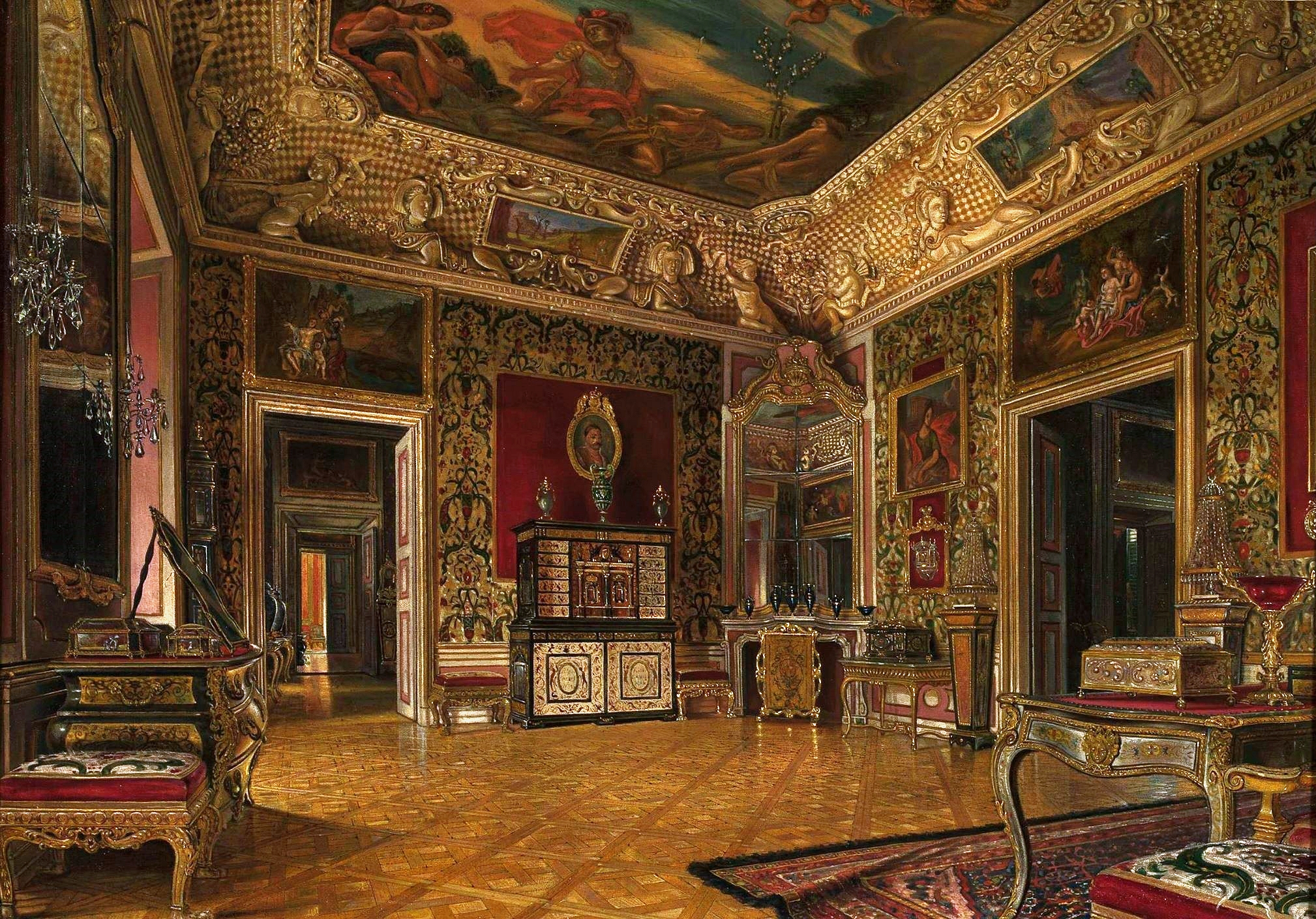
Sypialnia Królowej w pałacu
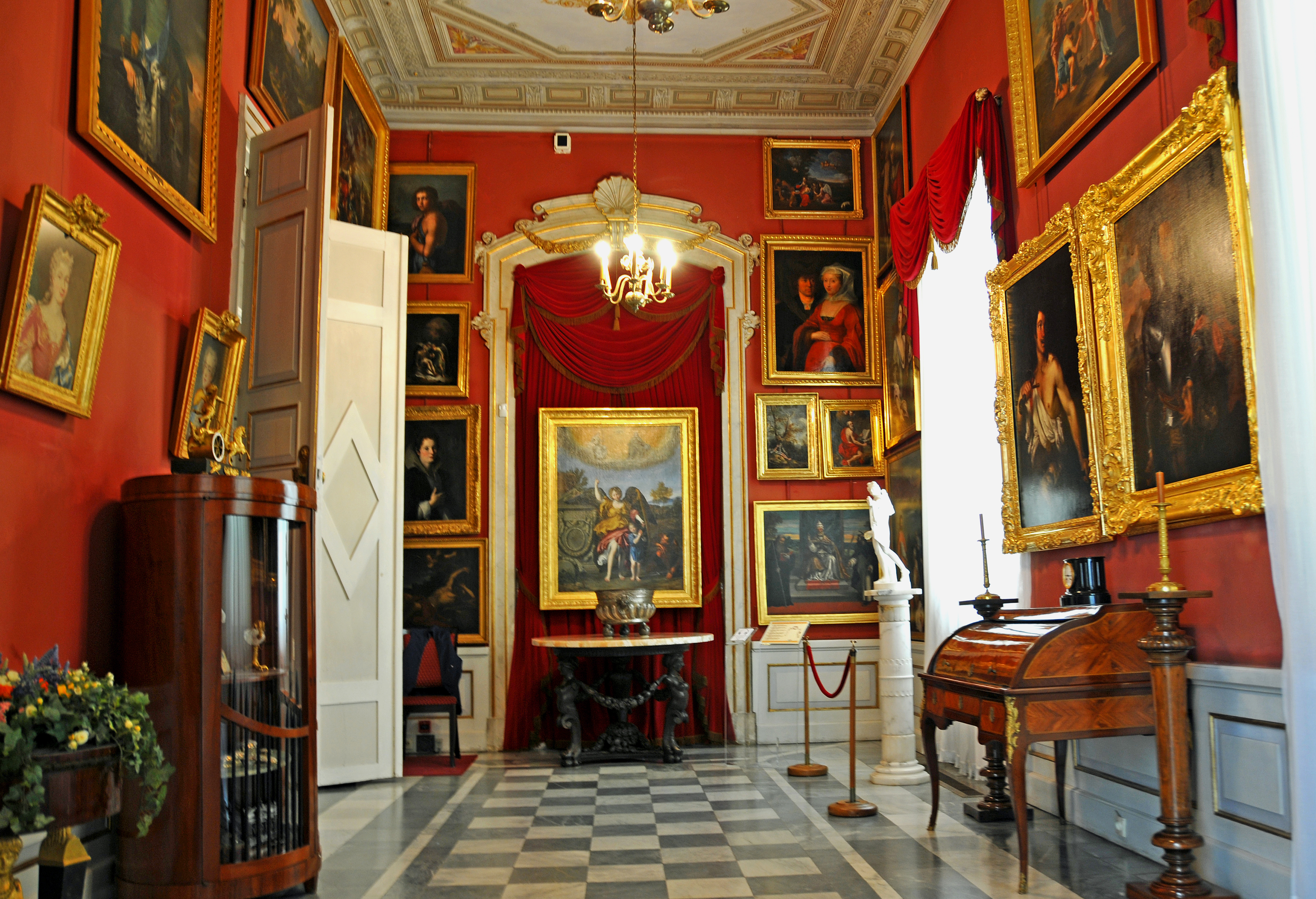
Kolekcja wilanowska (2009)

## Filatelistyka
Zespół wilanowski ukazał się na następujących znakach pocztowych:
- znaczek pocztowy o nominale 60 groszy z 1967 (proj. Stefan Małecki, reprodukcja obrazu Wincentego Kasprzyckiego), nakład 8 milionów sztuk,
- dwie karty pocztowe z okazji Dnia Znaczka w 1971 o nominałach 40 groszy i 1,65 złotego (proj. Tadeusz Michaluk), nakład odpowiednio 500 i 200 tys. sztuk,
- karta pocztowa z 17 grudnia 1971 (proj. Jacek Brodowski z herbem Sobieskich – Janiną), nakład 106 400 sztuk,
- karta pocztowa z 18 kwietnia 1977 z okazji 300-lecia Wilanowa (proj. Jacek Brodowski, z detalami pałacowymi), nakład 1 013 000 sztuk,
- datownik okolicznościowy na dni 21–26 kwietnia 1977,
- ostatni znaczek serii sześciu znaczków pocztowych wprowadzonych do obiegu 21 listopada 1977 o nominale 6,90 złotego (proj. Jacek Brodowski)[15].

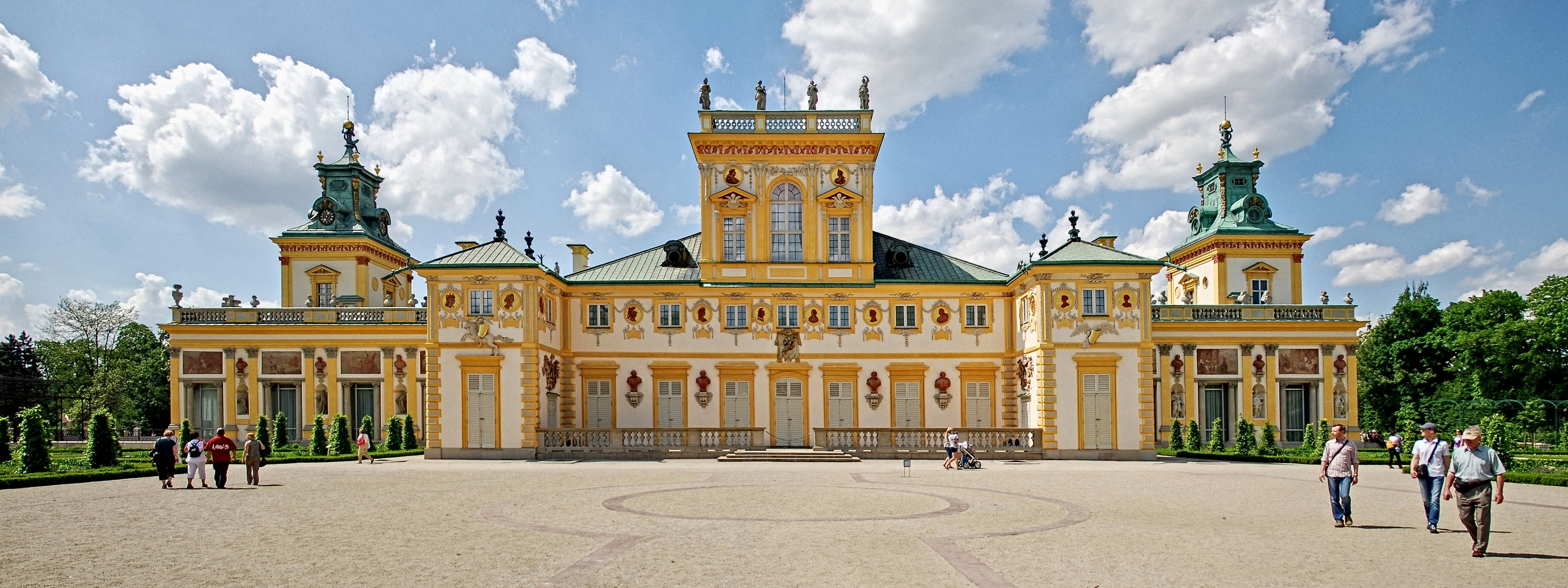
Pałac w Wilanowie – elewacja wschodnia